# San Luis Potosí Challenger 1993
Il San Luis Potosí Challenger 1993 è stato un torneo di tennis facente parte della categoria ATP Challenger Series nell'ambito dell'ATP Challenger Series 1993. Il torneo si è giocato a San Luis Potosí in Messico dal 5 all'11 aprile 1993 su campi in terra rossa.

## Vincitori

### Singolare
Horst Skoff ha battuto in finale  Luis Herrera con il punteggio di 2–6, 6–2, 6–2.

### Doppio
Javier Frana /  Leonardo Lavalle hanno battuto in finale  Francisco Montana /  Bryan Shelton con il punteggio di 6–3, 4–6, 6–4.